# Deutsche Jugend Voran
Deutsche Jugend Voran (DJV) ist eine rechtsextreme Jugendgruppe aus Berlin. Laut dem Bundesinnenministerium bewegt sich ihre Mitgliederzahl im niedrigen dreistelligen Bereich, der Staatsschutz geht von einem „harten Kern“ von ungefähr einem Dutzend Personen aus. Der Berliner Verfassungsschutz stuft die Gruppe als gesichert rechtsextrem ein.

## Kontext
Die Deutsche Jugend Voran wird von Beobachtern als Teil einer neu entstehenden Subkultur größtenteils jugendlicher und gewaltorientierter Rechtsextremer eingeordnet. Gruppen dieser Strömung organisieren sich vor allem im Internet. Ihre Agitation richtet sich gegen Linke, LGBTQ-Personen, Migranten und Juden. Die Bewegung kombiniert Elemente der rechtsextremen Skinhead-Bewegung der 1990er Jahre mit Versatzstücken der NS-Ideologie.
Die DJV ist innerhalb der Szene gut vernetzt, enge Verbindungen bestehen insbesondere zu den Gruppen Jung & Stark und Der Störtrupp. Weiterhin kooperiert die Gruppe mit den Jungen Nationalisten (JN), der Jugendorganisation der neonazistischen Partei Die Heimat (ehemals NPD). Streitigkeiten gibt es mit der neonazistischen Partei Der III. Weg. Mit Jung & Stark und der Chemnitzrevolte bestehen Rivalitäten wegen gegenseitiger Bedrohungen und gescheiterter Liebesbeziehungen. Laut dem ZDF haben viele der Mitglieder Verbindungen in die Ultra-Szene der Fußballklubs Hertha BSC und 1. FC Union Berlin.

## Aktivitäten
Die DJV mobilisierte wie viele andere rechtsextreme Jugendorganisationen zu Anti-CSD-Kundgebungen, unter anderem in Berlin, Bautzen, Leipzig und Freiberg. Zahlreiche Mitglieder der Gruppe nahmen auch an einer Demonstration des Netzwerks „Deutschland steht auf“ im Mai 2025 unter dem Titel „Frieden, Freiheit, Volksabstimmung“ teil.
Auf ihren Social-Media-Kanälen teilen Sektionen der DJV häufig Gewaltdrohungen gegen politische Gegner, die LGBTQ-Gemeinschaft und marginalisierte Gruppen.

## Straftaten und  Strafverfolgung
Julian M., der 24-jährige Anführer der Gruppe, attackierte gemeinsam mit mehreren anderen Mitgliedern im September und Oktober 2024 in drei Fällen Andersdenkende und Passanten. In einem Fall schlug er einem 18-Jährigen erst mehrfach ins Gesicht und bedrohte ihn dann mit einer ungeladenen Luftdruckpistole. Einer Aussteigerin sendete er eine Todesdrohung. In einem Urteil des Berliner Landgerichts wurde Julian M. im April 2025 unter anderem wegen Bedrohung, Nötigung und gefährlicher Körperverletzung zu drei Jahren und drei Monaten Haft verurteilt. Laut Recherchen des tagesspiegel blieb Julian M. auch vier Monate nach dem Urteil noch auf freiem Fuß, wohl weil sich Staatsanwaltschaft und Staatsschutz Erkenntnisse über die rechtsextreme Szene erhofften. Wann M. zur Haft geladen werde, sei laut Staatsanwaltschaft „derzeit nicht absehbar“. Gegen fünf weitere Mitglieder der Gruppe wird nach einer Razzia im Juli 2025 unter anderem wegen gemeinschaftlicher räuberischer Erpressung und gefährlicher Körperverletzung ermittelt.
Aus einer Gruppe von etwa 40 Neonazis, die hauptsächlich aus Mitgliedern der DJV einschließlich Julian M. und der Gruppe Deutsche Patrioten Voran bestand, wurden am 10. August 2025 am Bahnhof Ostkreuz zwei freie Journalisten mit Schlägen und Tritten angegriffen. Die Täter hatten zuvor am selben Tag an den Protesten gegen den CSD in Bautzen teilgenommen. Gegen zwölf mutmaßliche Angreifer wird wegen Landfriedensbruch ermittelt.